# لوزة دماغية

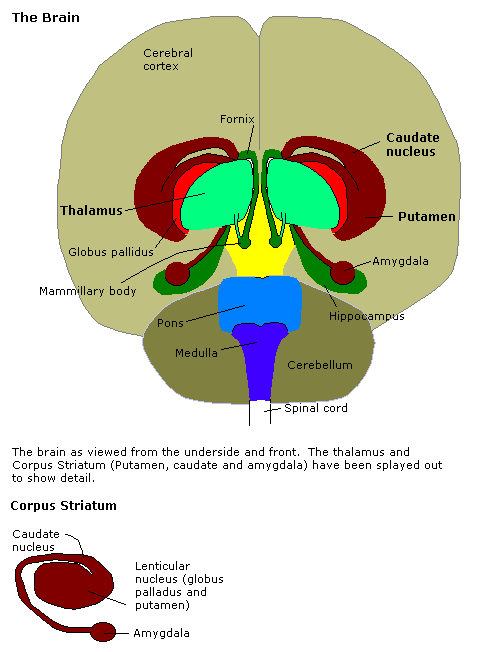
الدماغ البشري متوضعا بصورة إكليلية. تظهر اللوزة العصبية باللون الأحمر الداكن.

اللوزة الدماغية أو اللوزة العصبية أو اللوزة  (بالإنجليزية:  Amygdala)‏، وتعرف أيضًا باسم الجسم اللوزي  (بالإنجليزية:  Corpus Amygdaloideum)‏، هي جزء من الدماغ تقع داخل الفص الصدغي من المخ أمام الحصين.
اللوزة الدماغية تشكل جزءا من الجهاز الحوفي، وتشارك في إدراك وتقييم العواطف والمدارك الحسية والاستجابات السلوكية المرتبطة بالخوف والقلق وهي تراقب باستمرار ورود أي إشارات خطر من حواس الإنسان تعدّ كنظام إنذار واستشعار للمتعة.

## اللوزة والخوف
الوظيفة الأساسية للوزة هي تحديد المحفزات التي يمكن أن تهدد الكائن الحي.
يرتبط الجزء السفلي الجانبي من اللوزة مباشرة مع البنية القشرية التي ترسل الاشارات البصرية والسمعية واللمسية والذوقية القادمة من الوسط الخارجي. بينما النويات المركزية تتلقى معلومات حاسة الشم. ثم تبث هذه المعلومات الحسية المختلفة عن طريق الاتصالات الداخلية في اللوزة. عندما يتم تحليل هذه المعلومات على انها تشكل خطرا على الكائن الحي، تؤدي إلى تفعيل مسارات الخروج من منطقة تحت المهاد، وجذع الدماغ. مما يؤدي إلى توليد استجابات من نظام الغدد الصماء والجهاز العصبي الذاتي والمسارات الحسية الحركية المرتبطة العواطف.
اللوزة تعطي البعد العاطفي للتجارب الحسية المرتبط بالكائن الحي.

## التوجه الجنسي
اشارت دراسات مؤخرا الارتباطات الممكنة بين بنية الدماغ، بما في ذلك الاختلافات في نسب نصف الكرة الغربي وأنماط الاتصال في اللوزة، والتوجه الجنسي. مثليو الجنس من الرجال يميلون لإظهار نمط دماغي يقترب من النساء المغايرات، تماما كما الإناث مثليات الجنس تميل إلى إظهار نمط دماغي يميل الي الذكور المغايرين. لوحظ أن اتصالات اللوزة أكثر انتشارا من اللوزة اليسرى في الذكور مثلي الجنس، كما تم العثور أيضا في الإناث المغايرات. وكانت اتصالات اللوزة أكثر انتشارا من اللوزة اليمنى في الإناث مثليات الجنس، كما هو الحال في الذكور المغايرين..

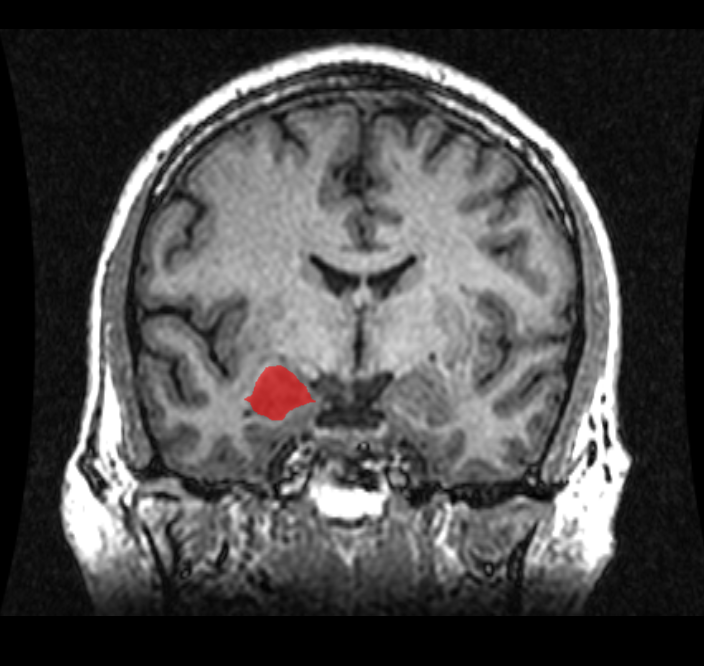
موقع اللوزة الدماغية من خلال التصوير بالرنين المغناطيسي

فيديو لمقاطع عرضية للوزة الدماغية

فيديو لمقاطع سهمية للوزة الدماغية